# Un'altra verità
Un'altra verità (J'ai menti) è una miniserie televisiva drammatica franco-belga composta da 6 puntate, trasmessa in Belgio su La Une dal 15 al 29 agosto 2021 e in Francia su France 2 dal 6 al 20 ottobre 2021. È ideata da Bénédicte Charles e Olivier Pouponneau, diretta da Frédéric Berthe, prodotta da UGC Fiction, Les Films du 24, France TV, Be-Films e RTBF ed ha come protagonista Camille Lou.
In Italia la miniserie è andata in onda su Canale 5 dal 27 aprile al 10 maggio 2022 con due episodi in tre prime serate.

## Trama
Audrey è l'unica donna sopravvissuta ad un misterioso serial killer che viveva nella regione di Biarritz sedici anni prima, viene brutalmente riportata indietro nel tempo da un nuovo crimine: una ragazza di diciassette anni viene trovata assassinata nei Paesi Baschi lungo il litorale. Niente collega questo omicidio alla serie di crimini commessi nei primi anni 2000 dall'uomo allora noto come l'assassino di Itsas. Tuttavia, Audrey è certa: Itsas è tornato e, per dimostrarlo, deve affrontare il suo passato, perché quella notte, quando ha incrociato la strada dell'assassino, ha mentito su tutto e con tutti.

## Episodi
| Stagione       | Episodi | Prima TV | Prima TV | Prima TV |
| Stagione       | Episodi | Belgio   | Francia  | Italia   |
| -------------- | ------- | -------- | -------- | -------- |
| Prima stagione | 6       | 2021     | 2021     | 2022     |

## Personaggi e interpreti
- Audrey Barreyre / Maître Audrey Vigne, interpretata da Camille Lou, doppiata da Rossa Caputo. È un'avvocato che nel 2019 è sposata con Jean Vigne con cui ha un figlio, Louis.
- Jean-Christophe Barreyre, interpretato da Hubert Delattre, doppiato da Christian Iansante. È il padre di Audrey.
- Sophie Barreyre, interpretata da Annelise Hesme, doppiata da Federica De Bortoli. È la madre di Audrey.
- Gabriel Barreyre da bambino, interpretato da Enzo Lascaux. È il fratello di Audrey quando era piccolo.
- Gabriel Barreyre da adulto, interpretato da Pierre Vigié. È il fratello di Audrey quando è adulto.
- Éric, interpretato da Nicolas Amen, doppiato da Manuel Meli. È il fidanzato di Audrey nel 2003.
- Jean Vigne, interpretato da Christopher Bayemi, doppiato da Fabrizio De Flaviis. È un giornalista che si occupa di economia. Nel 2019 è il marito di Audrey e padre di Louis.
- Louis Vigne, interpretato da Samuel Tchaffa Dounou. È il figlio di Audrey e Jean.
- Comandante Joseph Layrac, interpretato da Thierry Neuvic, doppiato da Roberto Gammino. È il comandante di polizia, incaricato delle indagini dal 2000 al 2003.
- Sylvain, interpretato da Frédéric Abdelkader. È un membro della polizia nel 2003.
- Corentin, interpretato da Thomas Sagols, doppiato da Gabriele Patriarca. È un membro della polizia nel 2003.
- Pascal, interpretato da Arthur Seth. È un membro della polizia nel 2003.
- Capitano Pauline Layrac, interpretata da Marilyn Lima, doppiata da Giulia Catania. È la figlia del comandante Joseph Layrac, responsabile delle indagini nel 2019.
- Léo, interpretato da Oscar Berthe, doppiato da Raffaele Carpentieri. Nel 2019 è il braccio destro di Pauline al commissariato di Biarritz.
- Elaura Montel, interpretata da Ilona Bachelier, doppiata da Isabella Benassi. Nel 2003 è la migliore amica di Audrey.
- Franck Montel, interpretato da Patrick Medioni. È il padre di Elaura ed è vigile del fuoco rimasto gravemente ustionato durante l'incendio del 2003.
- Marianne Montel, interpretata da Natalia Dontcheva, doppiata da Sabrina Duranti. È la madre di Elaura.
- Maialen Inuretta, interpretata da Prune Ventura, doppiata da Lucrezia Marricchi. È la vittima del 2019.
- Victor Inuretta, interpretato da Nicolas Abraham, doppiato da Massimo Bitossi. È il padre di Maialen.
- Catherine Inuretta, interpretata da Hélène Seuzaret, doppiata da Francesca Manicone. È la madre di Maialen.
- Iban Inuretta, interpretato da Aloys Jammot. È il fratello minore di Maialen.
- Mikel Condé, interpretato da Stéphan Guérin-Tillié, doppiato da Riccardo Scarafoni. È il padrino di Maialen.
- Ana Condé, interpretata da Roxane Bret, doppiata da Margherita De Risi. È la migliore amica di Maialen e baby sitter di Iban.
- Patxi, interpretato da Vincent Heneine, doppiato da Paolo Vivio.
- Chloé, interpretata da Prudence Leroy, doppiata da Benedetta Degli Innocenti. Nel 2003 è la migliore amica di Audrey ed Elaura, mentre nel 2019 è manager dell'hotel Lurra Lasaï.
- Gioielliere spagnolo, interpretato da José-Luis Gomez.
- Guillaume Conan, doppiato da Stefano Crescentini.
- Procuratrice, doppiata da Franca D'Amato.
- Ida Cortéz, doppiata da Laura Lenghi.

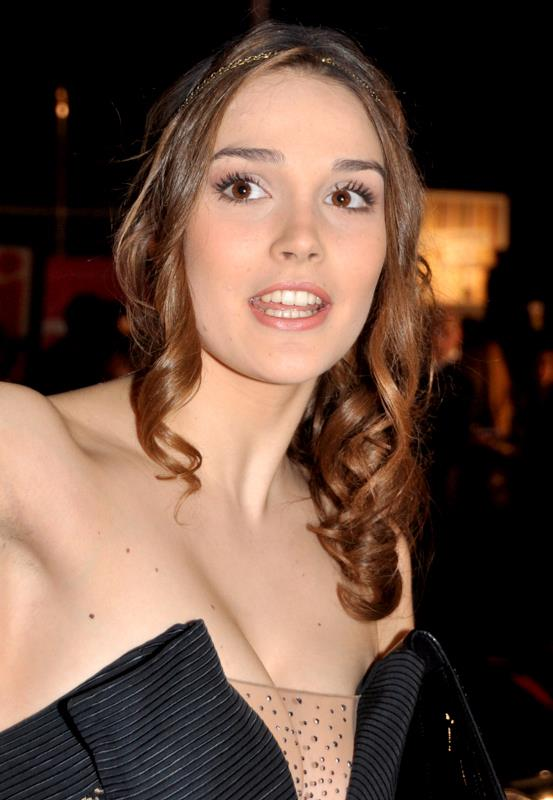
Camille Lou interpreta Audrey Barreyre
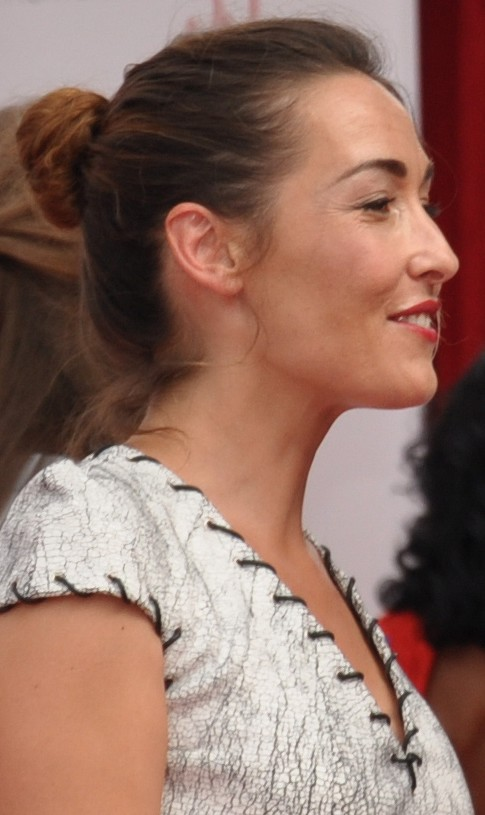
Annelise Hesme interpreta Sophie Barreyre
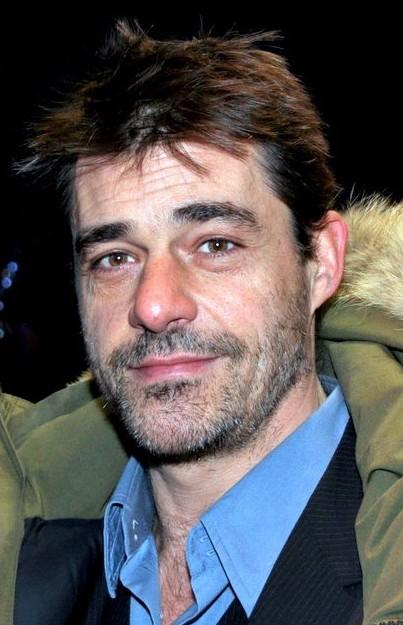
Thierry Neuvic interpreta il Comandante Joseph Layrac
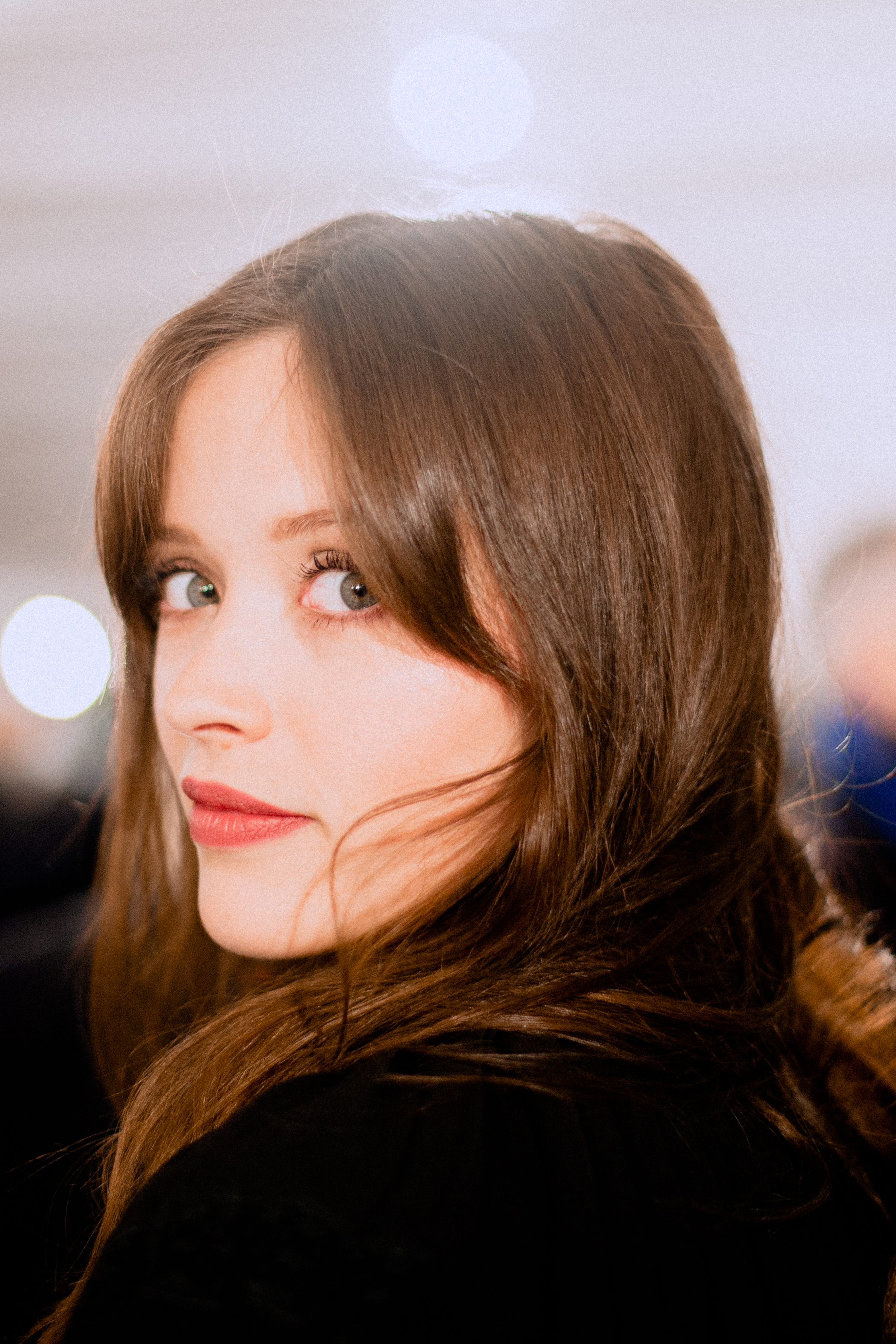
Marilyn Lima interpreta il Capitano Pauline Layrac
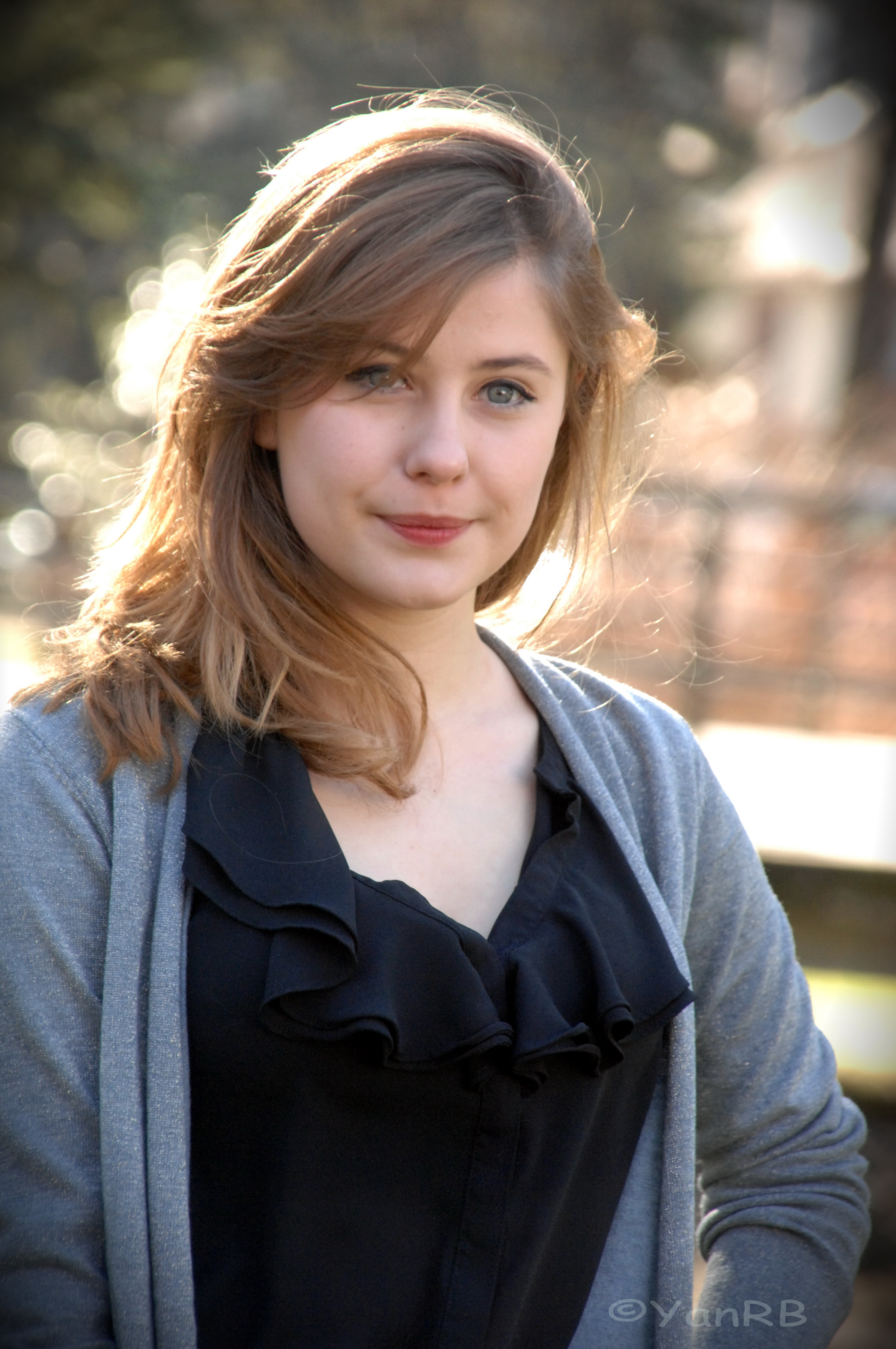
Roxane Bret interpreta Ana Condé

## Distribuzione

### Belgio
In Belgio la miniserie composta da 6 puntate da 52 minuti ciascuna, è andata in onda ogni domenica su La Une dal 15 al 29 agosto 2021 con due puntate in tre prime serate.

### Francia
In Francia la miniserie composta da 6 puntate da 52 minuti ciascuna, è andata in onda ogni mercoledì su France 2 dal 6 al 20 ottobre 2021 con due puntate in tre prime serate.

### Italia
In Italia la miniserie anch'essa composta da 6 puntate da 52 minuti ciascuna, è andata in onda su Canale 5 dal 27 aprile al 10 maggio 2022 con due puntate in tre prime serate (le prime due serate sono state trasmesse di mercoledì, mentre la terza ed ultima serata è stata spostata di martedì).

## Produzione

### Sviluppo
La miniserie è stata creata e scritta da Bénédicte Charles e Olivier Pouponneau, co-creatori della serie Mirage ed è prodotta da UGC Fiction, Les Films du 24, France TV, Be-Films e RTBF.
La miniserie è pura finzione ma il personaggio di Audrey è ispirato a un sopravvissuto: Uno degli autori, che prima era giornalista, è rimasto colpito dal profilo di un sopravvissuto durante un processo. Questo è ciò che lo ha ispirato secondo Karine Evrard, produttrice della serie.

### Casting
La miniserie è condotta da Camille Lou, che è stata rivelata nel 2012 dal musical 1789, Les Amants de la Bastille e che potrebbe essere vista nelle serie televisive Les Bracelets rouges, Maman a tort nel 2018 e Destini in fiamme (Le Bazar de the Charity) nel 2019.
Il cast comprende anche Marilyn Lima (Skam France), Christopher Bayemi (Luther), Roxane Bret (Sam), Hubert Delattre (Zone Blanche), Annelise Hesme (Nina), Hélène Seuzaret (Le crime lui va si bien) e Stephan Guérin-Tillié (Les Innocents).

### Riprese
Le riprese della miniserie si sono svolte dal 28 settembre al 15 dicembre 2020 sulla costa basca, in particolare a Biarritz, presso la spiaggia della Madrague, presso la cappella di Notre-Dame Socorri, al tiro al piattello di Urrugne, sulla route de la Corniche e sul chemin des Crêtes a Urrugne.
Le riprese hanno portato alla trasformazione dell'atrio della sede della Federation Compagnonnique du Tour de France a Montbrun (Anglet), in una stazione di polizia.
La troupe cinematografica si è trasferita anche al Jungle Café nell'ottobre 2020, l'unico nightclub di Anglet: Ai fini delle riprese, abbiamo dovuto riavviare tutto, ma come un nightclub nel 2003, sorride Érick Ducourneau. Nella miniserie sono stati posizionati sui tavoli dei posacenere pieni di mozziconi di sigaretta, poiché all'epoca era permesso fumare.
Durante le riprese Marylin Lima indossa una protesi per interpretare il ruolo di Pauline, incinta di otto mesi. Secondo il regista Frédéric Berthe, questa gravidanza ha permesso di mettere in luce il rapporto tra Joseph Layrac e sua figlia: C'era un interesse drammatico per questa situazione. Giuseppe si trovò di fronte a una parte della sua vita che gli era mancata, alla quale non aveva quasi partecipato, perché ne era stato escluso, e per una buona ragione! Sottolineava i rapporti umani forti.

## Critica
Per il quotidiano Le Parisien, J'ai menti è Un bel thriller che interroga menzogne, memoria e colpe: questo thriller che si divora nei sei episodi, nel corso dei quali la tensione crescerà, è anche il richiamo delle nostre debolezze.
Télé-Loisirs dichiara Camille Lou come attrice perfetta per questo thriller, e specifica che la miniserie evento per il ritorno su France 2 è un franco successo che gioca abilmente con una doppia temporalità, una tendenza molto di moda nella narrativa. Perfetta dall'inizio alla fine, l'attrice è giusta come un'adolescente goffa oltre che una madre realizzata.
Télé Star ritiene che la serie sia ben ritmata con molti colpi di scena durante gli episodi.
Per la rete radiofonica pubblica locale France Bleu, la miniserie ha tutti gli ingredienti di una serie thriller come piace alla gente: bugie, suspense e colpi di scena, il tutto in una cornice eccezionale.
Un po' più sfumato il giudizio della rivista Télé 2 Semaines: Diretto con efficienza, un thriller dalla suspense mozzafiato e intensa che soffre di un'interpretazione a volte disomogenea.